# Gallaher Group
Gallaher Group é uma companhia multinacional do Reino Unido, especializada na fabricação de tabaco. É controlada, desde 2007, pelo grupo Japan Tobacco International. Sua sede é na cidade de Weybridge, Inglaterra.

## História
Fundado em 1857 por Tom Gallaher na cidade de Derry, Irlanda do Norte, para a produção de cigarros com a marca Gallaher´s Cigarettes. Em 1863, a empresa transferiu-se para a cidade de Belfast.
Em 1896, a empresa inaugurou uma nova unidade, em Belfast, para a produção de rapé, charutos e cigarros. Esta fábrica foi considerada, por muitos anos, a maior unidade fabril de tabaco do mundo.
Ao longo de século XX e no início do século XXI, a empresa adquiriu vários concorrentes locais e europeus até que em 2007, foi comprado pelo maior fabricantes de cigarros da Ásia, a Japan Tobacco International.

## Marcas
O grupo produz diversas linhas de tabaco com marcas como: Benson & Hedges, Silk Cut, Sterling, Club, Amber Leaf, Hamlet, entre várias outras marcas.

## Cigarette card
No início do século XX, os fabricantes de cigarros começaram a introduzir, nos maços (ou carteira de cigarros), um cartão de papel de gramatura espessa para deixá-los mas resistentes. Os maços da Gallaher´s Cigarettes foram os primeiros a utilizarem estes cartões com algo impresso. Desta maneira, foram confeccionados uma coleção de 100 modelos diferentes com dicas para o dia a dia, incluindo ilustrações. Na atualidade, estes cartões tornaram-se peças de colecionadores, assim como os cigarette card´s de todos os fabricantes da época.